# چری کیوکیومی
چری کیوکیومی (به انگلیسی: Chery QQme) یک خودروی شهری بود که بوسیلهٔ شرکت چینی چری اتومبیل در سال ۲۰۰۹ معرفی شد.

## بررسی اجمالی

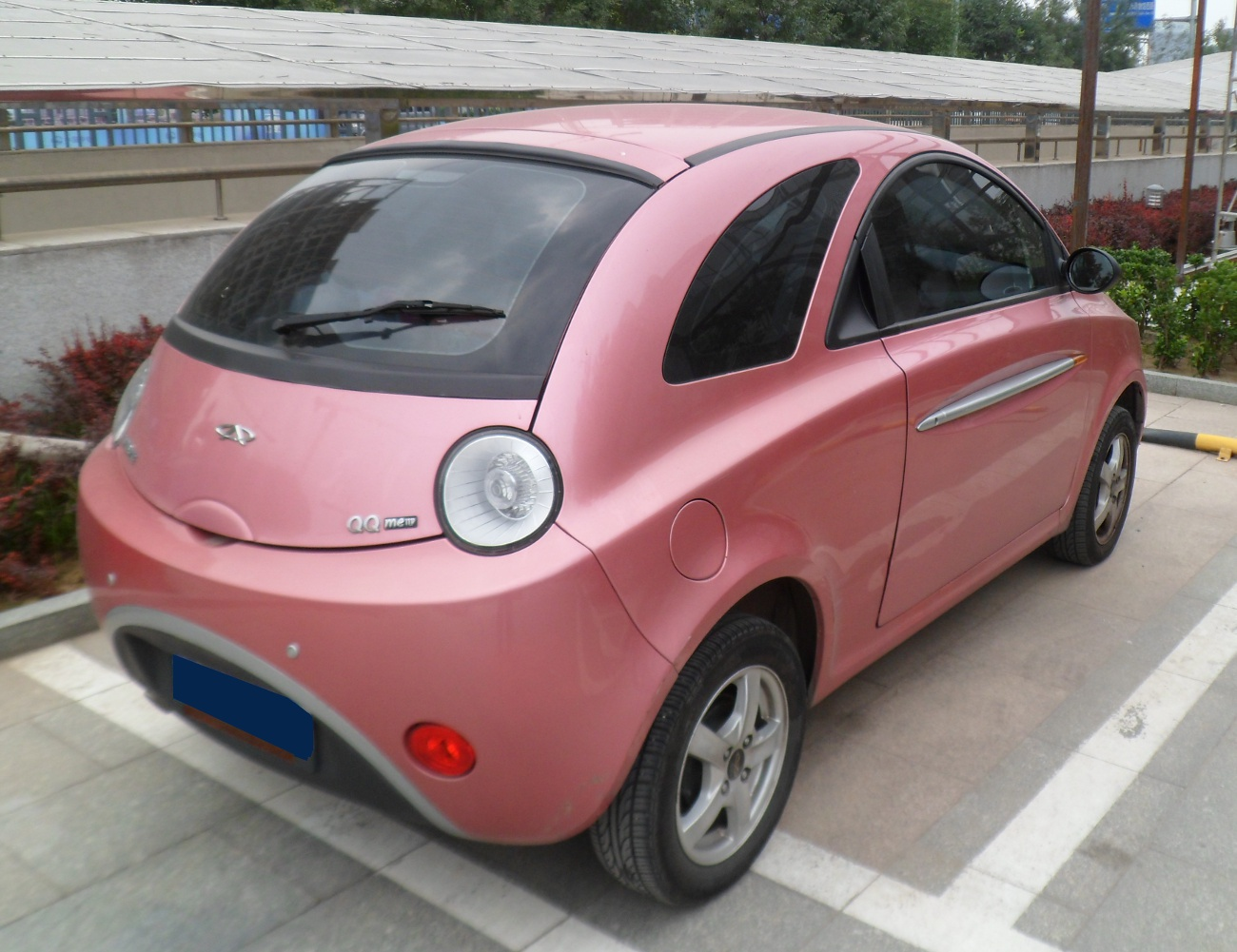
نمای عقب چری کیوکیومی

شرکت چری در سال ۲۰۰۶ خانواده کیوکیو را با محصولاتی اعم از یک هاچ‌بک پنج در با نام چری کیوکیو ۳، یک سدان چهار در به نام چری کیوکیو ۶ و یک هاچ‌بک سه در با نام کیوکیومی تشکیل داد. قیمت این خودرو در سال ۲۰۱۲ در حدود ۵۵٬۰۰۰ یوآن تا ۶۹٬۰۰۰ یوآن بود و در زمان تولید از حدود صد دستگاه تا بیش از هزار دستگاه به فروش می‌رفت.